# 우라노메트리아

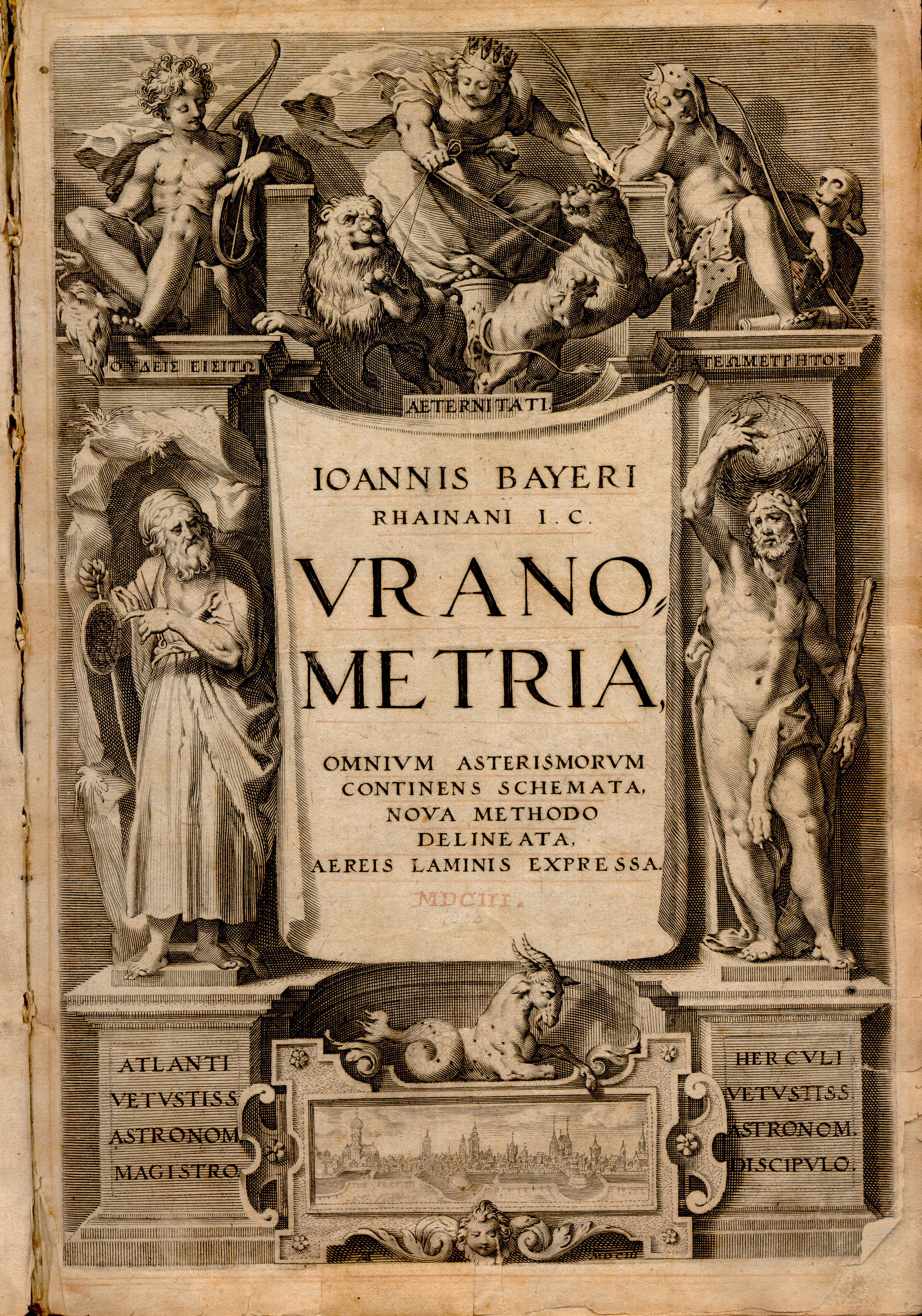
표지.

《우라노메트리아》(Uranometria)는 요한 바이어가 만든 밤하늘의 51개 별자리 지도가 수록된 천체 지도이다. 그리스 신화에 등장하는 하늘의 여신 우라니아에, 측정을 의미하는 단어인 메트리아를 결합시킨 낱말이다. 1603년에 IAU 정식 별자리 명칭 중에서 몇 개의 별자리의 이름을 지정하였다. 이 천체 지도는 출판된 후 200년 동안 수십 차례 재인쇄되었으며, 여러 천문학자들에게 비슷한 작품을 만들도록 영감을 주었다. 바이어의 연구는 우리가 밤하늘을 이해하고 논의하는 방식에 지속적인 영향을 미치고 있다. 그의 별자리 지도책은 별자리 지도의 '황금기'를 여는 계기가 되었다.

## 같이 보기
- 분류:바이어 천체
- 성표

1. ↑  “Uranometria | The Huntington” (영어). 2025년 1월 15일에 확인함.